# Торощин Ігор Андрійович
І́горь Андрійович Торо́щин (рід. 9 грудня 1985, Ірбит, Свердловска область, СРСР) — російський політичний діяч, депутат Державної Думи Федерального Зібрання Російської Федерації сьомого скликання (2016—2021), кандидат на виборах губернатора Свердловскої області 2017 року від партії ЛДПР, член ЛДПР.

## Біографія
Народився 9 грудня 1985 року у м. Ірбіт Свердловської області. Виріс у сім'ї робочих.
З 1993 по 1995 рік навчався у середній загальноосвітній школі № 18, а потім у середній загальноосвітній школі № 9 м. Ірбит.
У 2008 році закінчив Уральский Фінансово—Юридичний інститут за спеціальністю юриспруденція. Навчаючись у інституті займався суспільною діяльністю, чим і продовжив займатися після його закінчення.
З 2011 по 2016 рік депутат Законодавчого Зібрання Свердловскої області, заступник представника комітету з питань законодавства і суспільної безпеки і члена мандатної комісії.
У 2013 році був координатором Челябінского регіонального відділенняЛДПР.
З грудня 2013 по грудень 2014 — координатор Свердловского регіонального відділення ЛДПР.
У 2014 був куратором ЛДПР по Уральскому федеральному округу.
З 2016 року депутат Державної Думи Федерального Зібрання Російської Федерації VII скликання. Обраний у складі федерального списку кандидатів, висунутого Політичною партією «Ліберально- демократична партія Росії».
З 5 жовтня 2016 року по 25 жовтня 2018 року — Член комітету Державної Думи по економічній політиці, промисловості, інноваційному розвитку і підприємництву.
У 2017 році брав участь у виборах губернатора Свердловскої області. Зайняв 4 місце, набравши 5,40 % голосів.
З 26 жовтня 2018 року — Член Комітету Державної Думи по житловій політиці і житлово—комунальному господі.

## Державна Дума
18 вересня 2016 року на виборах депутатів Державної Думи територіальна група № 117 федерального списку кандидатів ЛДПР (Свердловска область — Березовский одномандатний виборчий округ № 170, Свердловска область — Асбестовский одномандатний виборчий округ № 172), котру очолював Ігор Торощин, набрала 73 435 голосів виборників (30 249 (14.44 %) у 170-ом округу і 43 186 (19.88 %) — у 172-ом округу).
5 жовтня 2016 року приступив до здійснення повноважень депутата Державної Думи.
З 5 жовтня 2016 року по 25 жовтня 2018 року — Член комітету Державної Думи по економічній політиці, промисловості, інноваційному розвитку і підприємництву.
С 11 января 2017 года — Член Комісії Державної Думи по правовому забезпеченню розвитку організацій оборонно-промислового комплексу Російської Федерації, а з 19 червня 2019 року — Замісник представника Комісії.
З 26 жовтня 2018 року — Член Комітету Державної Думи по житловій політиці і житлово—комунальній господі.